# The Doors Soundstage Performances
The Doors Soundstage Performances è un DVD che unisce tre distinte performance della loro carriera live. Nel 1967 a Toronto, nel 1968 in Danimarca, nel 1969 a New York.
Il DVD comprende un raro "dietro le quinte" dello stage di New York, con un'intervista condotta da Richard Goldstein a Jim Morrison ed alla band, avvenuta pochi mesi dopo l'arresto di Morrison a Miami in Florida.
Ci sono alcune hit del gruppo: The End, Love Me Two Times, Back Door Man, When the Music's Over, The Soft Parade.

## Tracce
1. Introduction
2. Toronto Performance Commentary Danny Sugerman, Ray Manzarek, Robby Krieger and John Densmore discuss the performance
3. The End Toronto 1967
4. European Tour Commentary Danny Sugerman, Manzarek, Krieger discuss the European tour and Denmark television performance
5. Alabama Song Denmark TV 1968
6. Back Door Man Denmark TV 1968
7. Texas Radio & The Big Beat (The Wasp)/Love Me Two Times Denmark TV 1968
8. When the Music's Over Denmark TV 1968
9. The Unknown Soldier Denmark TV 1968
10. PBS Performance Commentary Danny Sugerman, Ray Manzarek, Robby Krieger discuss the Miami incident and the PBS performance
11. Introduction PBS Studios 1969
12. Tell All The People PBS Studios 1969
13. Alabama Song PBS Studios 1969
14. Back Door Man PBS Studios 1969
15. Wishful Sinful PBS Studios 1969
16. Build Me A Woman PBS Studios 1969
17. Band Interview PBS Studios 1969
18. The Soft Parade PBS Studios 1969
19. The Doors and the '60s Commentary Ray and Robby discuss The Doors and the '60's spirit
20. Europe/Denmark 1968 Commentary Ray, Robby and John discuss the European tour, audience reaction to the band and the Danish TV performance
21. The Miami Concert Commentary Ray and Robby discuss the Miami concert and whether Jim really did exposed himself or not
22. PBS Critique 1969 Commentary Ray, Robby, John and Danny discuss Jim's mindset in 1969 and how the press reacted to the band
23. 'The End' Commentary
24. 'Alabama Song' Commentary
25. 'Back Door Man' Commentary
26. 'Texas Radio/Love Me Two Times' Commentary
27. 'When The Music's Over' Commentary
28. 'Unknown Soldier' Commentary
29. 'Tell All The People' Commentary
30. 'Wishful Sinful' Commentary
31. 'Build Me A Woman' Commentary
32. 'The Soft Parade' Commentary
33. Closing Credits

## Formazione
- Jim Morrison – voce
- Ray Manzarek – organo, pianoforte, tastiera, basso
- John Densmore – batteria
- Robby Krieger – chitarra